# Jerome Kern
Jerome David Kern (Nova Iorque, 27 de janeiro de 1885 — 11 de novembro de 1945) foi um premiado compositor americano de música popular.

## Carreira
Escreveu cerca de 700 canções e mais de cem trilhas completas para espetáculos e filmes em uma carreira que durou de 1902 até sua morte em 1945. No ano seguinte foi indicado postumamente ao Oscar pela canção All Through the Day, em co-autoria com Oscar Hammerstein II, para o filme Centennial Summer.
Jerome Kern introduziu a ideia de dança em músicas com o ritmo 4/4, assim como foi dos primeiros a fazer uso da síncope na composição. Ao contrário de muitas abordagens da altura, que tendiam a desvalorizar e rejeitar o ‘musical’, Kern construía as suas músicas tomando a tradição do musical como principal referência, o que acabou por ser talvez a razão do seu sucesso, transformando as suas ideias inovadoras em recursos estilísticos ‘chave’ no cinema musical e na composição de Jazz. Um exemplo disto era o papel que as suas músicas muitas vezes tinham na criação de um momento importante na história de um filme, como se a música fosse o chão onde os personagens se revelam e evoluem as relações entre si.
Kern entrou em 1902, com 18 anos, para a New York College of Music, a sua primeira composição surgiu nesse ano, e nos três anos seguintes estudou com tutores particulares na Alemanha.
A sua ligação à Broadway começou como ‘rehearsal pianist’. Ao voltar da Alemanha passou por Londres, onde arranjou um contrato com um senhor americano, o produtor de teatro Charles Frohman, para escrever música para versões da Broadway de espectáculos de Londres. Após alguns trabalhos em peças reconhecidas, fez em 1912 pela primeira vez a música para uma peça inteira, The Red Petticoat e até 1920 já teria escrito dezasseis. Em 1914 fundou, juntamente com outros compositores e editores, a ASCAP (Sociedade Americana de Compositores, Autores e Editores).
A sua primeira viagem a Hollywood foi em 1929 para supervisionar um dos primeiros filmes ‘all-talking’ da Technicolor, “Sally”. Em 1931 fez a música para o filme “Men of the Sky”. O advento do som no cinema, algo que mudou completamente a ideia que se tinha do que era um filme, provocou uma reacção de afastamento do público aos musicais, e com isto, a Warner Bros. percebeu que não podia lançar o filme como um musical: cortou partes musicadas e lançou o filme a preto e branco porque o filme a cores já estava associado ao género musical. A peça da Broadway “The Cat and the Fiddle”, para a qual Kern tinha composto, foi filmada em 1934, acabando por ser realmente a sua primeira participação séria em Hollywood. Em 1935, já o público tinha acalmado, e Kern regressa a Hollywood onde compõe a música para variadíssimos filmes, apesar de continuar a trabalhar para a Broadway, musicando até várias adaptações da Broadway para filmes. Em 1936 ganha o Óscar de melhor música com “The Way You Look Tonight” no filme “Swing Time”. Este é o primeiro de dois prémios que recebe da academia e a primeira de oito nomeações.
Decide fixar-se em Hollywood em 1937 e em 39 sofre um enfarte, após o qual é advertido pelo médico para trabalhar apenas como compositor para filmes e deixar de o fazer para a Broadway, que era um trabalho mais exigente e stressante. Kern concordou e curiosamente começou a fazer bastante mais sucesso a partir daí.
Jerome Kern morre aos 60 anos com uma hemorragia cerebral enquanto passeava pelas ruas de Nova Iorque com o seu amigo Oscar Hammerstein II.
Muitas das suas músicas foram adaptadas por músicos de Jazz que as tornaram em Standards reconhecidos. Alguns exemplos são “Look for the Silver Lining”, Smoke Get’s in Your Eyes”, “Ol’ Man River”, “All the Things You Are”, “I’m Old Fashioned”.

## Links externas
- Jerome Kern's biography - "Songwriters Hall of Fame".
- Jerome Kern. no IMDb.
- "Dorothy Fields on Kern" - Dorothy Fields website; descreve as circunstâncias da morte do compositor.
- Jerome Kern Collection - Library of Congress
- Jerome Kern recordings - Discography of American Historical Recordings.
- Obras de Jerome Kern no International Music Score Library Project